# Talış (Hacıqabul)
Talış è un comune dell'Azerbaigian situato nel distretto di Hacıqabul. Conta una popolazione di 1 636 abitanti.